# Antico tempio di Atena Poliàs
L'antico tempio di Atena Poliàs fu un tempio greco arcaico situato sull'Acropoli di Atene. Fino alla sua distruzione da parte dei Persiani nel 480 a.C., fu il santuario di Atena Poliàs (o Poliade), la divinità protettrice della città di Atene, e venne in seguito rimpiazzato come casa della divinità dal Partenone. Si trovava al centro del pianoro dell'Acropoli, probabilmente sui resti di un palazzo miceneo. Fu dissotterrato nel 1885. Oltre alle sue fondazioni in situ, sono stati rinvenuti numerosi elementi architettonici di ordine dorico appartenenti alle sue diverse fasi di costruzione. Il complesso è talvolta descritto come "fondazioni Dörpfeld", dal nome dell'archeologo Wilhelm Dörpfeld che per primo lo identificò e lo studiò, e fu anche soprannominato archaiòs naòs, ovvero «tempio antico».

## Descrizione

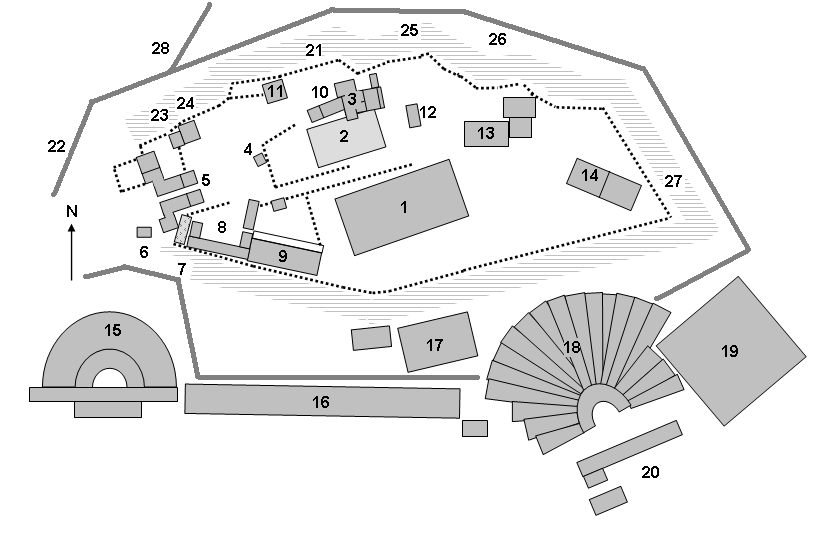
Pianta dell'Acropoli di Atene: l'antico tempio di Atena è il numero 2.

Le fondazioni suggeriscono la seguente descrizione di base: il tempio misurava 21,3 per 43,15 metri, con un orientamento est-ovest. Era circondato da una peristasi di 6 per 12 colonne. La distanza tra gli assi delle colonne era 4,04 m, ridotta di 0,31 m agli angoli. Lo stilobate era leggermente curvo, sebbene rimanga incerto se questo valesse anche per la sovrastruttura. Nel pronao e nell'opistodomo due colonne ciascuna si trovavano tra due corte ante. La cella era molto corta, in effetti quasi quadrata, e suddivisa in tre navate da due file di tre colonne ciascuna. Il retro del tempio era suddiviso in un ampio opistodomo rettangolare seguito da una coppia di camere per lato. Le fondazioni erano composte di diversi materiali e costruite con varie tecniche. Mentre le parti portanti e i sostegni interni erano realizzati in pietra calcarea azzurra dell'Acropoli, le fondazioni della peristasi circostante erano di calcare locale poros. Sovrastruttura e parti decorative appaiono a loro volta costruite con vari materiali, tra cui poros e marmo pario.
A causa di queste variazioni, la ricostruzione della storia architettonica del tempio rimane controversa. Wilhelm Dörpfeld assume che la struttura originale fosse un tempio doppio in antis risalente a circa il 570 a.C. ed esteso con l'aggiunta della peristasi sotto Pisistrato, tra il 529 e il 520 a.C. Quest'idea ha portato a una suddivisione delle fondazioni in una struttura interna più piccola nota come H-Architektur ("architettura ad H") e considerata la parte più antica dell'edificio, seguita da una struttura tuttora descritta come l'"antico tempio di Atena", che incorpora la H-Architektur così come la peristasi.
L'H-Architektur viene considerata circa del 570 a.C. Sulla base delle sue dimensioni, sono stati attribuiti ad essa elementi architettonici come la sima dritta e quella diagonale di marmo pario, capitelli nonché un geison raffigurante uccelli in volo, di poros. Ulteriori elementi attribuibili alla prima struttura per dimensioni e stile sono le metope di marmo pario, i frontoni monumentali di poros raffiguranti leoni che lottano  e la figura "dal triplice corpo" sulla destra. È inoltre attribuito alla struttura iniziale un gruppo di capitelli molto tozzi e ampi, con un ampio echino, suggerendo che avesse una peristasi esastila.
L'antico tempio di Atena come struttura separata viene spesso datato all'incirca al 510/500 a.C. Le sue dimensioni sono identificate come quelle della totalità delle fondazioni scavate da Dörpfeld. Funzioni attribuite ad essa sono: trabeazione e sima di marmo pario, capitelli in poros con un echino più ripido, un fregio marmoreo raffigurante una processione e doccioni in marmo in ciascuno dei quattro angoli, a forma di leoni e teste di arieti. Le sculture dei frontoni, ora autoreggenti per la prima volta, raffiguravano una gigantomachia nella parte orientale e una scena di leoni che uccidono un toro ad occidente. Della gigantomachia si sono conservate parti delle figure di Atena, di Zeus e di un nemico cadente.
Il tempio, che conteneva l'antico xoanon o statua lignea di Atena, che si riteneva fosse caduta dal cielo, fu distrutto nel sacco persiano del 480 a.C. Rimane controverso se fosse seguito un parziale restauro. Erodoto menziona un mégaron rivolto a occidente sull'Acropoli. Questo riferimento, così come una struttura elencata in un'iscrizione sono state interpretate come la prova che l'opistodomo del Tempio Antico era rimasto in piedi durante il quinto secolo. Senofonte afferma che l'antico tempio di Atena bruciò nel 406/405 a.C., ma con questo potrebbe anche fare riferimento all'Eretteo, che aveva assunto le funzioni del Tempio Antico e ospitava il xoanon. A partire dal IV secolo a.C. non vi sono riferimenti possibili al Tempio Antico, Pausania non era a conoscenza della sua esistenza.
La sua funzione venne in seguito assunta dall'Eretteo, iniziato nel 421 a.C..